# West Pittsburg
West Pittsburg es un lugar designado por el censo ubicado en el condado de Lawrence en el estado estadounidense de Pensilvania. En el año 2010 tenía una población de 808 habitantes.

## Geografía
West Pittsburg se encuentra ubicado en las coordenadas 40°55′51″N 80°21′33″O / 40.93083, -80.35917.. Según la Oficina del Censo de los Estados Unidos, West Pittsburg tiene una superficie total de 0,68 mi² (1,8 km²), de la cual 0,68 mi² (1,8 km²) corresponden a tierra firme y 0 mi² (0 km²) es agua.